# Rose Bowl 2023
Match précédent Match suivant
Le Rose Bowl 2023 est un match de football américain de niveau universitaire joué après la saison régulière de 2022, le 2 janvier 2023 au Rose Bowl situé à Pasadena dans l'État de Californie aux États-Unis. 
Il s'agit de la 109e édition du Rose Bowl.
La cérémonie d'intronisation au Rose Bowl Hall of Fame (en) se déroule avant le début du match afin d'honorer Hugo Bezdek (en) (1884–1952, entraîneur principal ayant remporté à trois reprises le Rose Bowl Game), Darryl Dunn (PDG du Rose Bowl Stadium, récemment retraité), Vince Evans (en) (MVP du Rose Bowl 1977 et joueur de l'USC) et Lorenzo White (en) (joueur All-American 1987 de Michigan State).
Le match met en présence l'équipe des Nittany Lions de Penn State issue de la Big Ten Conference et l'équipe des Utes de l'Utah issue de la Pacific-12 Conference.
Il débute à 17 heures locales (23 heures locales en France) et est retransmis à la télévision par ESPN.
Sponsorisé par la société Prudential Financial, le match est officiellement dénommé le Rose Bowl Game presented by Prudential.
Penn State remporte le match sur le score de 35 à 21. 

## Présentation du match
Il s'agit de la 1re rencontre entre les deux équipes.
| Équipes                                                                                                   | Couleurs | Conférences | Entraîneurs                        | Stats. saison rég. | Classements avant le bowl | Classements avant le bowl | Classements avant le bowl |
| --- | -------- | ----------- | ---------------------------------- | ------------------ | ------------------------- | ------------------------- | ------------------------- |
| Équipes                                                                                                   | Couleurs | Conférences | Entraîneurs                        | Stats. saison rég. | CFP                       | AP                        | Coaches                   |
| Nittany Lions de Penn State                                                                               |          | B12         | James Franklin (en) (9e saison)    | 10 - 2             | no 9                      | no 7                      | no 11                     |
| Utes de l'Utah                                                                                            |          | Pac-12      | Kyle Whittingham (en) (18e saison) | 10 - 3             | no 7                      | no 10                     | no 8                      |
| - Arbitre : Michael Vandervelde (Big 12) - Équipe donnée favorite par les bookmakers : Utah par 2½ points |          |             |                                    |                    |                           |                           |                           |

### Nittany Lions de Penn State
Avec un bilan global en saison régulière de 10 victoires et 2 défaites (7-2 en matchs de conférence), Penn State est éligible et accepte l'invitation pour participer au Rose Bowl 2023.
Ils terminent 3e de la Division East de la Big Ten Conference derrière #2 Michigan et #4 Ohio State.
À l'issue de la saison 2022 (bowl non compris), ils sont désignés no 11 au classement CFP, no 9 au classement AP et no 7 au classement Coaches.
Il s'agit de leur 5e participation au Rose Bowl :
| Saisons | Dates            | Vainqueurs                | Scores  | Finalistes           | Bilan     |
| ------- | ---------------- | ------------------------- | ------- | -------------------- | --------- |
| 1923    | 1er janvier 1923 | Trojans de l'USC          | 14 - 03 | Penn State           | D : 0 - 1 |
| 1994    | 2 janvier 1995   | Penn State                | 38 - 20 | Ducks de l'Oregon    | V : 1 - 1 |
| 2008    | 1er janvier 2009 | Trojans de l'USC          | 38 - 24 | Penn State           | D : 1 - 2 |
| 2016    | 2 janvier 2017   | #9 Trojans de l'USC (9-3) | 52 - 49 | #5 Penn State (11-2) | D : 1 - 3 |

| Logo     | Postes                                                   | Joueurs                                                  | Statistiques                                                      |
| -------- | -------------------------------------------------------- | -------------------------------------------------------- | ----------------------------------------------------------------- |
|          | Quarterback                                              | Sean Clifford                                            | 210/330 passes réussies pour 2 543 yards, 22 TDs, 7 interceptions |
| Coureur  | Kaytron Allen                                            | 156 courses pour 830 yards nets gagnés et 10 TDs         |                                                                   |
| Receveur | Mitchell Tinsley                                         | 45 réceptions pour 528 yards et 4 TDs                    |                                                                   |
| Effectif | Listing et statistiques du roster 2022 des Nittany Lions | Listing et statistiques du roster 2022 des Nittany Lions |                                                                   |

### Utes de l'Utah
Avec un bilan global en saison régulière de 10 victoires et 2 défaites (8-1 en matchs de conférence), Utah est éligible et accepte l'invitation pour participer au Rose Bowl 2023.
Ils terminent 2e de la Pacific-12 Conference derrière #10 USC qu'ils battent en finale de conférence 47 à 24. Leur bilan avant le Rose Bowl est donc de 11 victoires pour 2 défaites.
À l'issue de la saison 2022 (bowl non compris), ils sont désignés no 8 au classement CFP, no 7 au classement AP et no 10 au classement Coaches.
Il s'agit de leur 2e participation au Rose Bowl :
| Saisons | Dates            | Vainqueurs           | Scores  | Finalistes      | Bilan     |
| ------- | ---------------- | -------------------- | ------- | --------------- | --------- |
| 2021    | 1er janvier 2022 | #6 Ohio State (10-2) | 48 - 45 | #11 Utah (10-3) | D : 0 - 1 |

| Logo     | Postes                                          | Joueurs                                         | Statistiques                                                      |
| -------- | ----------------------------------------------- | ----------------------------------------------- | ----------------------------------------------------------------- |
|          | Quarterback                                     | Cameron Rising                                  | 241/364 passes réussies pour 2 939 yards, 25 TDs, 7 interceptions |
| Coureur  | Tavion Thomas                                   | 142 courses pour 687 yards nets gagnés et 7 TDs |                                                                   |
| Receveur | Devaughn Vele                                   | 50 réceptions pour 595 yards et 5 TDs           |                                                                   |
| Effectif | Listing et statistiques du roster 2022 des Utes | Listing et statistiques du roster 2022 des Utes |                                                                   |

## Résumé du match
Début du match à 17 h 11 locales, fin à 20 h 31 locales pour une durée totale de jeu de 3 h 20 min.
Ensoleillé, températures de 54 degrés Fahrenheit (12 °C), vent de nord-ouest de 2 mi/h (3 km/h).
| QT            | Temps         | Drive         | Drive         | Drive         | Équipe        | Description de l'action                                                                                             | Score | Score |
| ------------- | ------------- | ------------- | ------------- | ------------- | ------------- | --- | ----- | ----- |
| QT            | Temps         | Jeux          | Yards         | TDP           | Équipe        | Description de l'action                                                                                             | PENN  | UTAH  |
| 1             | 00:07         | 12            | 82            | 04:51         | PENN          | TD à la suite d'une course de 5 yards par le RB Nicholas Singleton (+ 1 pt de conversion par le K Jake Pinegar)     | 7     | 0     |
|               |               |               |               |               |               | |       |       |
| 2             | 07:55         | 13            | 75            | 07:12         | UTAH          | TD de 1 yards par le TE Thomas Yassmin (passe du QB Cameron Rising + 1 pt de conversion par le K Jordan Noyes)      | 7     | 7     |
| 2             | 04:47         | 6             | 70            | 03:02         | PENN          | TD de 10 yards par le WR Mitchell Tinsley (passe du QB Sean Clifford + 1 pt de conversion par le Jake Pinegar)      | 14    | 7     |
| 2             | 02:08         | 6             | 75            | 02:09         | UTAH          | TD à la suite d'une course de 19 yards par le RB Ja'Quinden Jackson (+ 1 pt de conversion par le K Jordan Noyes)    | 14    | 14    |
|               |               |               |               |               |               | |       |       |
| 3             | 09:25         | 3             | 95            | 00:52         | PENN          | TD à la suite d'une course de 87 yards par le RB Nicholas Singleton (+ 1 pt de conversion par le K Jake Pinegar)    | 21    | 14    |
|               |               |               |               |               |               | |       |       |
| 4             | 14:49         | 3             | 94            | 01:29         | PENN          | TD de 88 yards par le WR Keandre Lambert-Smith (passe du QB Sean Clifford + 1 pt de conversion par le Jake Pinegar) | 28    | 14    |
| 4             | 10:36         | 5             | 47            | 02:44         | PENN          | TD à la suite d'une course de 1 yard par le RB Kaytron Allen (+ 1 pt de conversion par le Jake Pinegar)             | 35    | 14    |
| 4             | 00:25         | 8             | 78            | 01:47         | UTAH          | TD de 5 yards par le WR Javien Dixon (passe du QB Bryson Barnes + 1 pt de conversion par le K Jordan Noyes)         | 35    | 21    |
| Score final : | Score final : | Score final : | Score final : | Score final : | Score final : | Score final : | 35    | 21    |

## Statistiques
| Systèmes | Noms          | Postes     | Équipe |
| -------- | ------------- | ---------- | ------ |
| Attaque  | Sean Clifford | Penn State | QB     |
| Défense  | Ji'Ayir Brown | Penn State |        |

| Statistiques                   | PENN                           | UTAH                           |
| ------------------------------ | ------------------------------ | ------------------------------ |
| 1er down                       | 14                             | 23                             |
| 1er down à la course           | 5                              | 12                             |
| 1er down à la passe            | 9                              | 9                              |
| 1er down suite pénalité        | 0                              | 2                              |
| Conversion de 3e down          | 7/13                           | 11/19                          |
| Conversion de 4e down          | 0/1                            | 1/2                            |
| Jeux–yards                     | 54 - 448                       | 83 - 391                       |
| Courses : Nb.-Yards-Moyenne    | 31 - 169 - 5.5                 | 43 - 184 - 4.3                 |
| Passe : Yards                  | 279                            | 207                            |
| Passes: Réussies/Tentées       | 279                            | 207                            |
| Passe(s) interceptée(s)        | 0                              | 2                              |
| Réussite en zone rouge/chances | 3/3                            | 3/3                            |
| Touchdown                      | - 2 à la passe - 3 à la course | - 2 à la passe - 1 à la course |
| Field Goals                    | 0/0                            | 0/0                            |
| Sacks réussis (Nb.-Yards)      | 6 - 41                         | 3 - 11                         |
| Fumbles (Nb./Perdus)           | 0 - 0                          | 0 - 0                          |
| Pénalités (Nb./Yards perdus)   | 3 - 33                         | 4 - 25                         |
| Temps de possession            | 24:47                          | 35:13                          |

| Nittany Lions de Penn State |                       |                                                                                                  |
| Quarterback                 | Sean Clifford         | 16/22 passes complétées, 279 yards, 0 interception, 2 TDs, 3 sacks subis, évaluation QB de 209,3 |
| Meilleur coureur            | Nicholas Singleton    | 7 courses pour 120 yards, 2 TDs                                                                  |
| Meilleur coureur            | Kaytron Allen         | 11 courses pour 37 yards, 1 TD                                                                   |
| Meilleur receveur           | Mitchell Tinsley      | 6 réceptions, 49 yards, 1 TD                                                                     |
| Meilleur receveur           | Keandre Lambert-Smith | 3 réception, 124 yards, 1 TD                                                                     |
| Meilleur défenseur          | Ji'Ayir Brown         | 8 tacles dont 6 en solo, 1½ TFL (14 yards), 1½ sack (14 yards), 1 interception (22 yards)        |
| Utes de l'Utah              |                       |                                                                                                  |
| Quarterback                 | Cameron Rising        | 8/21 passes complétées, 95 yards, 1 interception, 1 TD, s sack subi, évaluation QB de 83,2       |
| Quarterback                 | Bryson Barnes         | 10/19 passes complétées, 112 yards, 1 interception, 1 TD, 4 sacks subis, évaluation QB de 109    |
| Meilleur coureur            | Micah Bernard         | 11 courses pour 59 yards, 0 TD                                                                   |
| Meilleur coureur            | Ja'Quinden Jackson    | 13 courses pour 81 yards, 1 TD                                                                   |
| Meilleur coureur            | Cameron Rising        | 9 courses pour 56 yards, 0 TD                                                                    |
| Meilleur receveur           | Devaughn Vele         | 5 réceptions 100 yards, 0 TD                                                                     |
| Meilleur receveur           | Jaylen Dixon          | 6 réceptions, 64 yards, 1 TD                                                                     |
| Meilleur défenseur          | Sione Vaki            | 8 tacles en solo                                                                                 |
| Meilleur défenseur          | M.Diabate             | 6 tacles dont 5 en solo, 1 TFL (3 yards),                                                        |